# اسلوتردیک، آمستردام
اسلوتردیک، آمستردام (به هلندی: Sloterdijk) یک محله در هلند است که در Amsterdam واقع شده‌است.